# Секстон, Энн
Энн Се́кстон (англ. Anne Sexton; собственно Энн Грэй Харви, англ. Anne Gray Harvey; 9 ноября 1928 — 4 октября 1974) — американская поэтесса и писательница, известная благодаря своей предельно откровенной и сокровенной лирике, лауреат Пулитцеровской премии 1967 года. Тематикой некоторых её произведений была и длительная депрессия, которой страдала поэтесса на протяжении многих лет. После ряда попыток, Секстон покончила с собой в 1974 году.

## Биография
Энн Секстон, урождённая Энн Грэй Харви, родилась в Ньютоне (шт. Массачусетс) в семье Мэри Грэй Стэйплс и Ральфа Харви. Практически всё своё детство она провела в Бостоне. В 1945 году Секстон была зачислена в школу-пансион Роджерс Холл (англ. Rogers Hall Boarding School) в городе Лоуэлл, а затем ещё год в Школе Гарланд (англ. Garland School). Некоторое время сотрудничала с бостонским модельным агентством Hart Agency. 16 августа 1948 года Энн вышла замуж за Альфреда Секстона (англ. Alfred Sexton), с которым состояла в браке вплоть до 1973 года. У пары родилось двое детей: Линда Грэй Секстон и Джойс Секстон.

### Поэзия
В течение ряда лет Энн Секстон страдала психическим расстройством. Первый приступ случился в 1954 году. После второго срыва Секстон обратилась к д-ру Мартину Теодору Орну (англ. Dr Martin Orne), который стал её психотерапевтом на долгие годы. Именно он посоветовал Энн заняться поэзией.
Энн брала уроки поэтического мастерства у знаменитого американского поэта Джона Холмса. Первые поэтические пробы сразу принесли успех и были опубликованы в таких изданиях, как The New Yorker, Harper’s Magazine и Saturday Review. Позднее Секстон училась в Бостонском университете вместе с такими выдающимися американскими поэтами, как Сильвия Плат и Джордж Старбак.
Дальнейшее становление Секстон как поэтессы происходило под впечатлением от У. Д. Снодграсса, с которым она познакомилась в 1957 году на писательской конференции. Его поэма «Игла в сердце» (англ. Heart’s Needle) рассказывала о разлуке с его трёхлетней дочерью, и вдохновила Секстон, чья собственная дочь в тот момент воспитывалась её свекровью, на написание поэмы «Двойной образ» (англ. The Double Image) об общечеловеческой проблеме взаимоотношений матери и дочери. Секстон и Снодграсс состояли в переписке и стали друзьями.
Работая с Холмсом, Секстон познакомилась с Максин Кумин. Они также стали близкими друзьями, оставаясь ими вплоть до её трагической гибели. Кумин и Секстон давали критические отзывы на произведения друг друга, а также совместно написали четыре детские книги.
В конце 1960-х годов маниакальная составляющая заболевания Секстон начала вносить коррективы в её карьеру. Она как и прежде продолжала писать и публиковаться, а также читала свою поэзию. В этот период Секстон стала сотрудничать с музыкантами, став участницей рок-джаз группы Her Kind. Её пьеса «Улица милосердия» (англ. Mercy Street) была закончена в 1969 году после нескольких лет переделок и редактирования. Музыканта Питера Гэбриэла произведение Секстон вдохновило на написание песни с одноимённым названием — «Mercy Street».
По прошествии двенадцати лет с момента публикации её первого стихотворения, Секстон стала одной из наиболее уважаемых поэтесс США, членом Королевского литературного общества, а также первой женщиной-членом Гарвардского общества Phi Beta Kappa.

### Смерть
4 октября 1974 года Секстон пообедала с поэтессой Максин Кумин, за обедом обсуждали рукопись Секстон The Awful Rowing Toward God, которую они готовили к публикации в марте 1975 года. Вернувшись домой, она надела шубку своей матери, закрылась в гараже и запустила двигатель собственного автомобиля, покончив с собой путём отравления выхлопными газами.
В интервью, которое она дала за год до своей смерти, она объясняла, что написала первый черновик The Awful Rowing Toward God за двадцать дней, из которых «два дня ушло на борьбу с отчаянием, а ещё три на лечение в психиатрической клинике». Далее она продолжила заявлением, что не позволит опубликовать свою лирику до её смерти.
Энн Секстон похоронена на кладбище Forest Hills Cemetery & Crematory в пригороде Бостона Джамайка Плэйн (штат Массачусетс).

### Содержание и тематика произведений
Секстон рассматривают как «современную модель» поэта, пишущего в жанре исповедальной поэзии (англ. Confessional Poetry). Максин Кумин описывала творчество Секстон следующим образом: «Она открыто писала о менструации, абортах, мастурбации, инцесте, изменах и наркотической зависимости в те времена, когда общественные нравы не позволяли воплощать эти темы в лирических произведениях». К концу 60-х другие критики оценивали её поэзию как нечто «холеное, примитивное и легкомысленное». Некоторые критики считают, что алкогольная зависимость Секстон мешала её работе над последним произведением. Однако, по словам других исследователей, творчество Секстон со временем обретало зрелость. «Начав писательскую карьеру как типичный поэт, она научилась укреплять свой стержень… Использовать поэзию как инструмент против языка „учтивости“, политики, религии [и] половых принадлежностей».
Восьмой поэтический сборник поэтессы получил название «Ужасная гребля к Богу» (англ.The Awful Rowing Toward God) . Это название привязано к её встрече со священником римской католической церкви, который не хотел впоследствии совершать соборование, и поэтому сказал: «Бог — это твоя пишущая машинка». Именно это дало поэтессе желание и силу воли для того, чтобы продолжать жить и заниматься творчеством. «Ужасная гребля к Богу» и «Тетради смерти» (англ. The Death Notebooks) относятся к одним из последних произведений Секстон, центральной темой в которых выступает смерть.
Творчество Секстон начиналось с автобиографизма, однако постепенно с развитием творческого пути она пыталась отходить от собственных реалий жизни в лирических произведениях. Работа «Превращения» (англ. Transformations) (1971), являющаяся авторской версией сказок братьев Гримм, представляет собой одно из таких произведений («Превращения» были использованы американским композитором Конрадом Цузе в качестве либретто в опере 1975 года под тем же названием). Позднее Секстон брала за основу своих произведений поэму Кристофера Смарта «Jubilate Agno» и Библию.
Запутанные переживания по поводу писательства, личной жизни и депрессия оказали большое влияние на поэтессу, что схоже по своему сценарию с самоубийством Сильвии Плат в 1963 году. Роберт Лоуэлл, Адриенна Рич и Дениз Левертов прокомментировали в отдельных некрологах особую роль творчества в смерти Секстон. Левертон отмечал: «Мы обязаны прояснить эту границу между творчеством и саморазрушением, так как она этого сделать не могла».

### Последующие разногласия
Секстон страдала тяжелым биполярным расстройством на протяжении большей части своей жизни, ее первый маниакальный эпизод произошел в 1954 году. После второго эпизода в 1955 году она встретила доктора Мартина Орна, который стал ее постоянным врачом в больнице Гленсайд. Именно Орн вдохновил ее на написание стихов.
После одной из многочисленных попыток суицида и маниакальных или депрессивных рецидивов Секстон ходила на сеансы к терапевту доктору Мартину Орне. Он диагностировал то, что в настоящее время именуется биполярным расстройством, но его профессиональная компетенция в области психотерапии ставится под вопрос, ввиду его ранней практики предположительно необоснованных методов психотерапии. Во время сеансов с Энн Секстон, он использовал метод гипноза и тиопентал натрия, чтобы восстановить подавленные воспоминания. Полагают, что Орне использовал внушение для того, чтобы вернуть воспоминания о жестоком обращении со стороны её отца. Во время интервью данное суждение опровергалось матерью Секстон, а также другими родственниками. Доктор Орне писал, что в случае со взрослыми зачастую гипноз может вызывать ложные воспоминания из детства; в противовес этому утверждают, что «взрослые под гипнозом не высвобождают воспоминания о раннем детстве из памяти в буквальном смысле, они воспринимают их через призму зрелости». Согласно доктору Орне, Энн Секстон легко поддавалась внушению и имитировала симптомы пациентов, находившихся рядом с ней в психиатрических лечебницах, в которые её направляли. В биографии Секстон Диана Мидлбрук отметила отдельную личность под именем Элизабет, которая «вышла на свет» во время сеанса гипнотерапии. Доктор Орне не потворствовал этому образованию, и впоследствии данная личность исчезла. В итоге Секстон поставили диагноз «истерия». Во время создании биографии Мидлбрук дочь Секстон — Линда Грей Секстон — утверждала, что она подвергалась сексуальному насилию со стороны матери. В 1994 году она опубликовала автобиографию под названием «В поиске улицы Милосердия»: Мое путешествие к прошлому мамы, Энн Секстон (англ. Searching for Mercy Street: My Journey Back to My Mother, Anne Sexton), в которой описаны случаи жестокого обращения. Мидлбрук опубликовала свою противоречивую биографию Энн Секстон с разрешения её дочери Линды, будучи распорядительницей литературного наследия писательницы. Доктор Орне предоставил большинство записей с терапевтических сеансов для использования их в этой работе. По версии «Нью-Йорк таймс», использование данных записей было обречено на «громовое осуждение». Мидлбрук получила записи после того, как написала внушительную часть первого наброска биографии, и решила начать все сначала. Хотя Линда Грей Секстон и сотрудничала с Мидлбрук в написании биографии, остальные члены семьи Секстон были категорически против книги; они опубликовали несколько редакторских и обзорных статей в «Нью-Йорк таймс» и еженедельное приложение к журналу «Нью-Йорк таймс бук ревью».
Противоречия продолжились после посмертного выхода записей сеансов (что по своей сути являлось предметом врачебной тайны и конфиденциальности). Утверждают, что они раскрыли кровосмесительное домогательство Секстон по отношению к её дочери Линде, физическое насилие обеих дочерей и её драки с мужем.
Дальнейшие споры были вызваны доводами о том, что Энн Секстон вела роман с её терапевтом, который заменил доктора Орне в 1960-х. Тем не менее, не было принято ни одной попытки осудить или наказать второго терапевта писательницы. Доктор Орне рассматривал роман с врачом, получившим псевдоним «Олли Цвайцунг» от Милбрук и Линды Секстон, как катализатор, который в конечном счете привел к самоубийству поэтессы.

### Наследие
Питер Гэбриэл посвятил Секстон свою песню «Улица Милосердия» (англ. «Mercy Street») из его альбома «Так» (англ. So). Она представлялась бывшему солисту группы «The Smiths» Моррисси «личным пробным камнем».

### Поэзия и проза
- Неоконченная повесть (начата в 1960-х годах)
- 1960 — To Bedlam and Part Way Back
- 1961 — The Starry Night
- 1962 — All My Pretty Ones
- 1966 — «Живи или умри» (англ. Live or Die) — Пулитцеровская премия 1967 года
- 1969 — Love Poems
- 1969 — Mercy Street, пьеса в двух актах (поставлена на сцене American Place Theatre)
- 1971 — Transformations
- 1972 — The Book of Folly
- 1974 — The Death Notebooks
- 1975 — The Awful Rowing Toward God (посмертно)
- 1976 — 45 Mercy Street (посмертно)
- 1977 — «Энн Сэкстон: Автопортрет в письмах», под редакцией Линды Грэй Секстон и Луиса Эймса (англ. Anne Sexton: A Self Portrait in Letters; посмертно)
- 1978 — Words for Dr. Y. (посмертно)
- 1985 — No Evil Star (избранные эссе, интервью и проза под редакцией Стивена Колбурна; посмертно)

### Книги для детей
Написаны совместно с Максин Кумин (англ. Maxine Kumin)
- 1963 Eggs of Things (с иллюстрациями Леонарда Шортолла англ. Leonard Shortall)
- 1964 More Eggs of Things (с иллюстрациями Леонарда Шортолла)
- 1974 Joey and the Birthday Present (с иллюстрациями Эвалин Несс англ. Evaline Ness)
- 1975 The Wizard’s Tears (с иллюстрациями Эвалин Несс)